# Maryland Heights (Misuri)
Maryland Heights es una ciudad ubicada en el condado de San Luis en el estado estadounidense de Misuri. En el Censo de 2010 tenía una población de 27472 habitantes y una densidad poblacional de 454,18 personas por km².

## Geografía
Maryland Heights se encuentra ubicada en las coordenadas 38°43′1″N 90°28′19″O / 38.71694, -90.47194. Según la Oficina del Censo de los Estados Unidos, Maryland Heights tiene una superficie total de 60.49 km², de la cual 56.54 km² corresponden a tierra firme y (6.52%) 3.94 km² es agua.

## Demografía
Según el censo de 2010, había 27472 personas residiendo en Maryland Heights. La densidad de población era de 454,18 hab./km². De los 27472 habitantes, Maryland Heights estaba compuesto por el 73.25% blancos, el 11.87% eran afroamericanos, el 0.23% eran amerindios, el 9.81% eran asiáticos, el 0.05% eran isleños del Pacífico, el 2.32% eran de otras razas y el 2.47% pertenecían a dos o más razas. Del total de la población el 4.49% eran hispanos o latinos de cualquier raza.